# Akkermansia
Genre
Akkermansia est un genre de bactéries de la famille des Akkermansiaceae.

## Description
Le genre Akkermansia est formé de bactéries à coloration de Gram négatives strictement anaérobies et capables de croître sur milieu sans vitamines. Ces bactéries ont une forme plutôt ovale et sont non mobiles. Elles ont une longueur de 0,6 à 1,0 µm. Elles peuvent être présentes sous forme de cellules seules, en paires, sous la forme de petites chaînes ou encore sous forme de petits agrégats.
La croissance de ces bactéries est possible de 20 °C à 40 °C et dans des zones de pH allant de pH 5.5 à pH 8.0 mais la croissance est optimale à 37 °C avec pH de 6.5. Elles sont capables de croître sur la mucine gastrique, sur infusion cœur-cerveau, sur milieu Columbia.

## Liste des espèces
Selon LPSN (1 mai 2024) :
- Akkermansia biwaensis Kobayashi et al. 2023
- Akkermansia glycaniphila Ouwerkerk et al. 2016
- Akkermansia muciniphila Derrien et al. 2004

## Taxonomie
Le nom correct complet (avec auteur) de ce taxon est Akkermansia Derrien et al. 2004.
L'espèce type est : Akkermansia muciniphila Derrien et al. 2004.

### Étymologie
L'étymologie du nom de genre Akkermanasia est un hommage au microbiologiste hollandais Antoon Akkermans (d)Antoon Akkermans reconnu pour ses contributions à l'écologie microbienne et se décompose ainsi Ak.ker.man’si.a. N.L. fem. n. Akkermansia.